# Jonsze Egyetem
A Jonsze Egyetem (koreai: 연세대학교, hanja: 延世大學校) egy keresztény magánegyetem Szöulban, Dél- Koreában. Tagja a SKY egyetemeknek.
Az egyetemet 1957 januárjában alapították a Jonhi Főiskola (연희전문학교, 延禧專門學校) és Severance Egyesült Orvosi Főiskola (세브란스 의과대학, 세브란스, 醫科大學) egyesülése alatt. Ez lett az eredménye egy kétoldalú együttműködésnek a két főiskola között, ami az 1920- as években kezdődött. Az intézmények az első ilyenek voltak Koreában. Jonhi Főiskola az egyik az első modern felsőoktatási intézmény volt, amelyet Csoszun Keresztény Főiskola (조선기독교대학; 朝鮮基督教大學) néven alapítottak 1915. márciusában. 1885. áprilisában alapították a Severance főiskolát, aminek gyökereiből ered az első modern orvosi központ Gwanghyewon (광혜원 廣惠院, Kiterjesztett Kegyelem Háza). Tisztelgésként, a „Yonsei” név az intézmény két szülőintézményének nevének első szótagjaiból származik: „Yon; 연; 延" a Yonhi Egyetemből és „Sei; 세; 世" a Severance Egyesült Orvosi Főiskolából.
A hallgatói testület 26.731 alapszakos hallgatóból, 11.994 mesterszakos hallgatóból, 4.518 oktatóból, 6.788 alkalmazottból és 257.931 alumniból áll. A Jonsze Egyetem a fő kampusza Szöulban található és koreai, valamint angol nyelven biztosít alap diplomát, mester diplomát és doktori diplomát is.

## Története

### Kezdetek (1885–1916)
A Jonsze Egyetem Orvostudományi Karának története 1885. április 10-re nyúlik vissza, amikor létrejött Koreában az első modern korház, amely nyugati orvoslást gyakorolt, a Gwanghyewon.

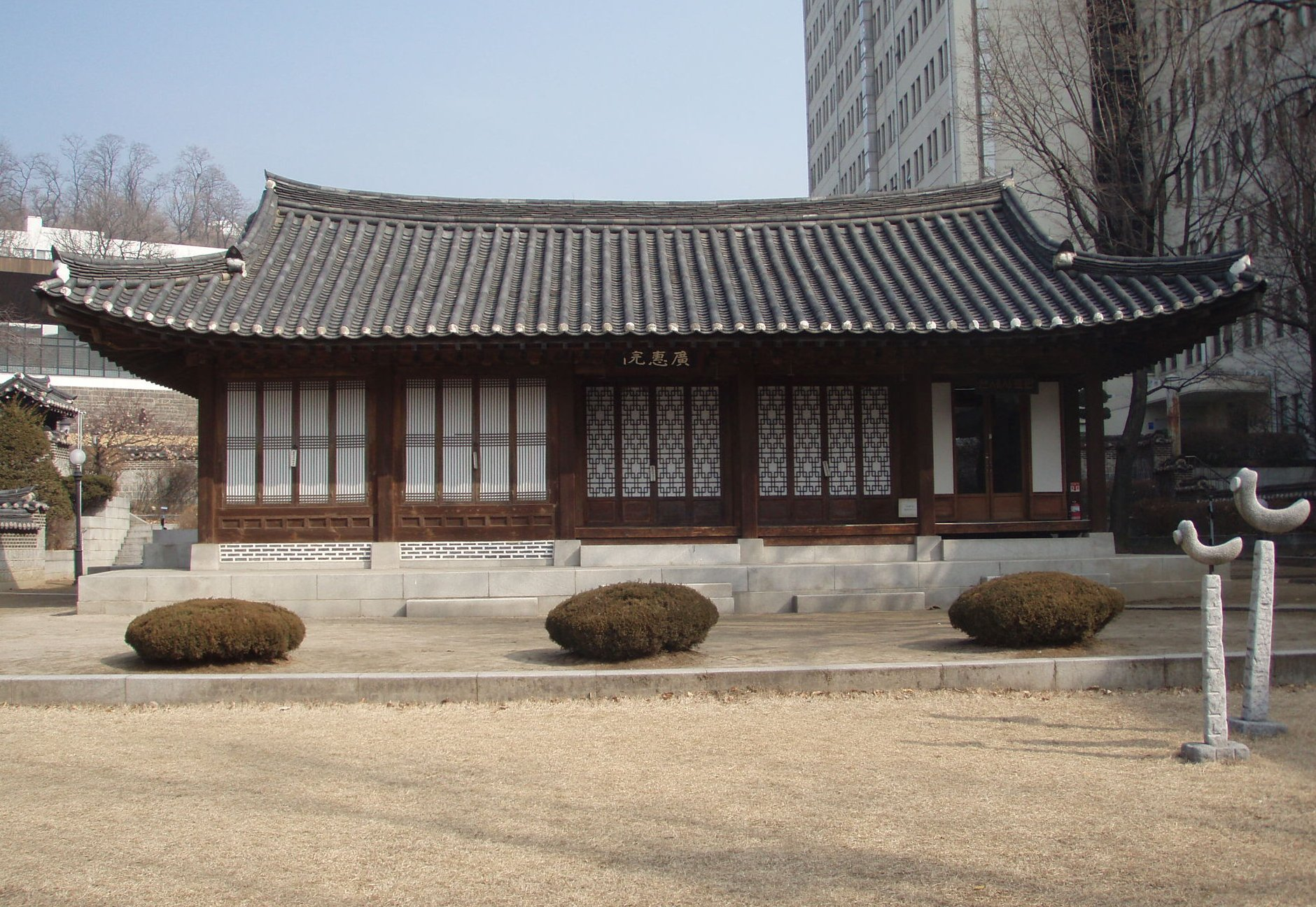
Jejung-won (Gwanghyewon) a Jonsze egyetem kapmuszán belül, jelenlegi formáját az 1980-as években restaurálták.

A kórházat Horace Newton Allen, amerikai protestáns misszionárius alapította, akit az USA-beli Presbiteriánus Egyház nevezett ki Koreába. A kórházat április 26-án átnevezték Jejung-wonra (제중원 濟衆院, Egyetemes/Álatlános Segítőkészség Háza).  Mivel nehézségek merültek fel, az egyház 1893. július 16-án a kanadai Oliver R. Avisont bízta meg a Jejung-won vezetésével. A Gwanghyewont eleinte finanszírozta a koreai kormány, míg az egészségügyi személyzetet az egyház biztosította. Azonban 1894-re, amikor bekövetkezett az első kínai-japán háború és a Kabo reformok (갑오개혁), a kormány nem tudta folytatni a pénzügyi támogatást, így Jejung-won irányítása teljes mértékben az egyház alá került. 1899-ben Avison visszatért az Egyesült Államokba, és részt vett a misszionáriusok New York-i konferenciáján, ahol a koreai orvosi projektet dolgozta fel. Louis Severance üzletember és emberbarát az Ohio állambeli Clevelandből jelen volt, és mélyen meghatódott. Később ő fizette az egészségügyi intézmény új létesítményeinek építési költségeinek jelentős részét. Jejung-wont (제중원) róla nevezték át Severance Korháznak.
A Jejung-won (később Severance Kórház) elsősorban kórház volt, de orvosi oktatást is végzetek mellette. A kórház 1886-ban, a megalakulása után egy évvel indította el első osztályát, 16 orvostanhallgatóval, akiket vizsgák során választottak ki. 1899-re a Jejung-won Orvosi Egyetem független elismerést kapott. A koreai misszionárius felekezetek sokszínűségének növekedését követően együttműködés kezdett kialakulni. Jejung-won 1912-ben egészségügyi személyzetet, iskolai tanárokat és pénzügyi támogatást kapott a Koreai Misszionáriusok Uniós Tanácsától (한국연합선교협의회; 韓國聯合宣敎協議會). Ezért az orvosi egyetemet 1913-ban átnevezték Severance Egyesült Orvosi Főiskolává.
A Jonsze Egyetem többi része a Csoszun Keresztény Főiskolára vezethető vissza, amelyet 1915. március 5-én alapított egy amerikai protestáns misszionárius, Horace Grant Underwood, akit az egyház küldött. Underwood lett az első elnök, Avison pedig az alelnök. A YMCA-ben volt megtalálható. A tanfolyamok áprilisban kezdődtek 60 hallgatóval és 18 oktatóval.
Underwood 1916. október 12-én (halt meg/meghalt) betegségben, és Avison vette át az elnöki posztot.

### Az első és második világháború alatt

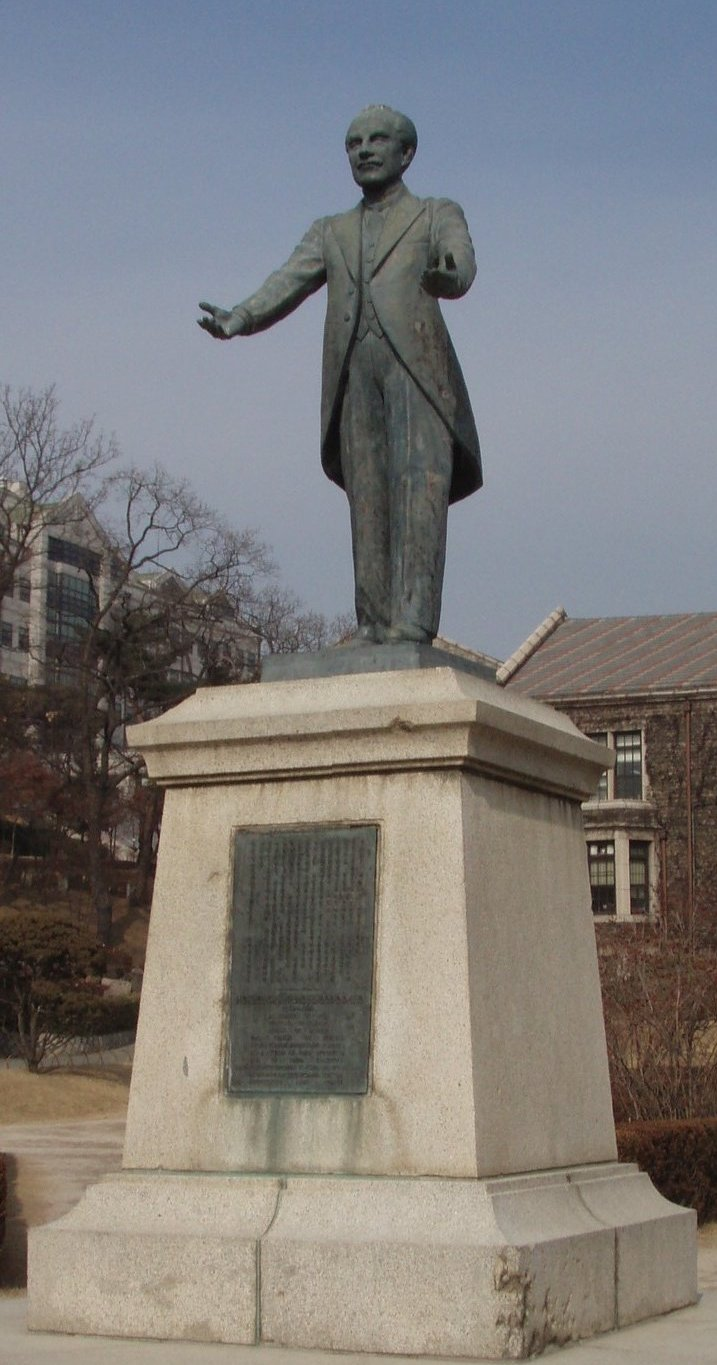
Underwood szobra

1910. augusztus 22-én Japán annektálta Koreát az 1910-es Japán–Korea egyezménnyel. Korea első főkormányzója, Teraucsi Maszatake bevezette a Csoszun Oktatási Rendeletet (조선교육령; 朝鮮敎育令) 1911-ben, majd 1915. márciusában a Szakmai Iskolák Szabályzatát (전문학교 규칙) és a Magániskolák Módosított Szabályzatát (개정사립학교 규칙). Ezek célja a magánoktatás elnyomása volt Koreában; minden iskolaalapítást, bármely iskolai szabályzatban, elhelyezkedésben, célban, a tananyagban vagy a tankönyvekben bekövetkezett változást be kellett jelenteni és engedélyeztetni kellett a főkormányzóval, minden kurzusnak japán nyelvűnek kellett lennie.
A Severance Egyesült Főiskola küszködött a követelmények teljesítésével; az iskolai rendeleteket és tananyagot megváltoztatták, az oktatói testületet értékelték és bővítették, az alapítást és a kuratóriumot pontosították. 1917. május 14-én kapta meg a hivatásos orvosi iskola elismerését. 1922-ben Szaitó Makoto főkormányzó kiadta a Csoszun Oktatás Rendeletének Módosított Verzióját (개정조선교육령). Szigorúbb minősítést kért a kar számára, és Severance engedelmesen reagált, és további diplomával rendelkező tagokat toborzott Észak-Amerika és Európa akkreditált intézményeiből. Japán nem hagyta teljesen figyelmen kívül ennek az intézménynek a kompetenciáját; 1923-ban a Severance visszaszerezte jogát, hogy állami vizsga nélkül orvosi engedélyt adjon a diplomásoknak, ez a jog azonban 1912 óta elveszett. Ezenkívül 1934 márciusában a Japán Oktatási és Kulturális Minisztérium további elismerést adott a Severance-nek, lehetővé téve diplomásai számára, hogy a japán szuverenitáson belül bárhol gyakorolhassák az orvostudományt.
Ó Kung Szon (오긍선; 吳兢善) 1934-ben a Severance első koreai elnöke lett.
Az 1915-ös és 1922-es rendeletek a Csoszun Keresztény Főiskola sorsát is befolyásolták. Főiskolának szánták, de jogilag nem ismerték el, mivel az 1915-ös rendelet nem tette lehetővé koreai magánfőiskolák létesítését. Emiatt a Csoszun Keresztény Főiskola, amelyet ezúttal Jonhi Főiskolának neveztek el, 1917. április 17-én csak „szakiskolaként” fogadták el, mint különböző misszionárius felekezetek közös projektje. Azonban Jonhi megalakította a szervezetet a tanári karát, egyetemként működött. Hat részből állt: humán, mezőgazdasági, kereskedelmi,. Hat tanszékből állt: bölcsészettudományi, mezőgazdasági, kereskedelmi, teológiai (ez a tanszék az alapító felekezetek közötti különbségek miatt nem nyílt meg), matematika és fizika, valamint alkalmazott kémia. A rendeletek emellett megtiltották a koreai történelemmel, annak földrajzával vagy a Bibliával kapcsolatos kurzusokat a teológiai tanszéken kívül. A misszionáriusok tanácsa az Átdolgozott Oktatási Rendeletről szóló határozattal (개정교육령에 관한 결의문)  reagált , amely gondosan rámutatott, hogy Japán nem alkalmaz ilyen szigorú abszurditásokat a Japán szárazföldi magániskoláira.
Az 1919-ben tomboló Márciusi Függetlenségi Mozgalom után Japán valamelyest lazított Koreán lévő fogásán és ez tükröződik az 1922-es rendeletben is. Megszüntette a főkormányzó önkényes ellenőrzését a kurzusok és az oktatók minősítése felett, illetve megváltoztatta álláspontját a vallás és az oktatás szigorú elválasztásáról. Jonhi-t a japán társaival egyenrangú iskolaként ismerte el, és engedélyezte a keresztény programokat és a Bibliát a tananyagban. Mindazonáltal a japán irodalom kötelezővé vált. Japán beavatkozásra koreai történelem Keleti Történelem néven oktatták, és a koreai nyelvet lehetőség szerint tanították.
A Mezőgazdasági Tanszéket 1922 után bezárták, amikor az első diplomások elhagyták Jonhit. Próbálkoztak a tanszék újraélesztésével, de nem jártak túl nagy sikerrel. Azonban a Jonhi mezőgazdasági vezetők számára képzési központot hozott létre a kampuszon, lenyűgöző eredményekkel.
Jonhi liberális volt a nem keresztények felvételében. Politikája az volt, hogy viszonylag szabadon engedélyezzék a nem keresztények belépését, és lehetővé tegyék a keresztény hallgatók többségének, hogy fokozatosan befolyásolják és asszimilálják őket.
Az 1930-as évek végén Japán ismét megváltoztatta Koreával kapcsolatos politikáját, hogy beépítse terjeszkedési tervébe. 1936 augusztusában Minami Jiró új japán főkormányzó megkezdte a koreaiak asszimilációját, hogy katonai célokra kizsákmányolja őket; A főkormányzó rákényszerítette a Sōshi-kaimeit és a sintót a koreaiakra, és elkezdett koreaiakat toborozni a japán háborús erőfeszítésekre. 1938 áprilisában a harmadik Csoszun oktatásról szóló rendelet elrendelte a sintó elfogadását, a koreai nyelv önkéntes eltávolítását a tananyagból, valamint a japán és a japán történelemoktatás további fokozását. A Jonhi Szakiskola nem követte a példát, és 1938 novemberében kurzusokat indított a koreai nyelvtanulásra. Ezt nem tűrték sokáig: 1940 márciusában Jonhi kénytelen volt japán tanulmányokat indítani minden tanszéken, minden évben. 1938-ban az angol órákra is nyomás nehezedett a japán-amerikai kapcsolatok romlása következtében; betiltották az angol nyelvű kurzusokat, és cenzúrázták az angol írók szövegeit. 1938-ban H.H Underwood elnök elfogadta a sintó gyakorlását, hogy elkerülje a Jonhi esetleges bezárását. A főkormányzók kényszerítették a Jonhit, hogy utasítsa el az Egyesült Államok pénzügyi támogatását, a pénzügyi nehézségek fokozódtak.

### A koreai háború idején (1946–1952)
A felszabadult koreai kormány 1947-ben jóváhagyta, hogy a Severance egyetemként működhessen. Mivel Koreában a legtöbb egészségügyi intézményt japánok irányították, távozásuk után kevés tagja maradt az orvosi személyzetnek és az oktatóknak. Ennek következtében számos Severance alkalmazott és oktató elhagyta az intézményt, hogy más intézményeknek segítsen. A Severance átvette a hallgatói vezetőség szerepét, és nyíltan ellenezte az amerikai katonai adminisztrációt Koreában. 1950-ben, a koreai háború kitörésekor, egészen Szöul elfoglalásáig Severance tábori kórházként működött. Severance tagjai gyorsan menekültek, de néhány oktató és hallgató nem tudott időben elmenni; néhányan meghaltak, másokat pedig elfogtak, majd őket az előrenyomuló észak-koreaiak kihasználták. A Severance végzős hallgatói csatlakoztak a sereghez, mint sebészek. Bár Severance egy időre visszatért Szöulba a visszafoglalása után, decemberben ismét menekülnie kellett egy LST-n Incshonban.
Amikor Severance megérkezett Puszanba, az orvosi kar csatlakozott a háborús/hadi főiskolához, egy ideiglenes testülethez. Eközben a szöuli Severance létesítmény súlyos károkat szenvedett, mivel a város központjában, a szöuli pályaudvar közelében volt. A Severance Kórház 1952. április 1-jén, az egészségügyi főiskola pedig 1952. június 12-én tért vissza.
Az amerikai hadsereg elhanyagolta Jonhi helyreállítását, és más terveket szövögettek, hogy katonai kórházként vagy igazságszolgáltatási képzőközpontként használhassák. Idővel azonban, a Jonhira, (a kormányzó által megfosztott) missziós intézményként tekintettek, amelyet a kormányzó megfosztott.
A Jonhi 1946. január 21-én újra kinyithatta kapuit, és 1946. augusztus 15-én elismerték egyetemként. Baek Nak Jun lett az elnök. Ez egy átmenet időszaka volt, és a Jonhi Egyetem számos akadályt kellett, hogy leküzdjön, köztük az anyagi nehézségeket t is; 1947 után azonban a helyzet stabilizálódott. Abban az időben Kore tanárhiányban szenvedett, felkérték a Jonhit oktatásra és képzésre; megalakult a Matematika, Fizika és Kémia Középiskolai Tanárok Ideiglenes Képzési Központja/Ideiglenes Képzési Központj a Középiskolai Matematika, Fizika és Kémiai Tanárok számára (임시 수물화학과 중등교원양성소). 1948 decemberében elkezdődtek a Jonhi és Severance egyesítésének tervei. A Doktori Iskola 1950 júliusában alakult meg,
Ezen a ponton minden haladás megtorpant a koreai háború miatt. Az egyetem június 27-én felfüggesztette az összes képzését, és diákkatonákat toborzott. Az észak-koreai hadsereg benyomult a Jonhi kampuszba, és ott hozta létre/állította fel főhadiszállását. Ez súlyos károkat okozott az egyetemen, amikor az amerikai hadsereg szeptemberben visszafoglalta Szöult. Az egyetem Szöul visszafoglalását követően újra nyitotta kapuit, de decemberben ismét Puszanba kellett menekülniük. 1951 februárjában Jonhi csatlakozott a háborús/hadi főiskolához; azonban megtartotta önálló testületét, és 1951. október 3-án saját kurzusokat indított. 1953. április 15-én Jonhi megkezdte a helyreállítási munkálatokat; Jonhi ősszel visszatért kampuszára.

### 1953–1959

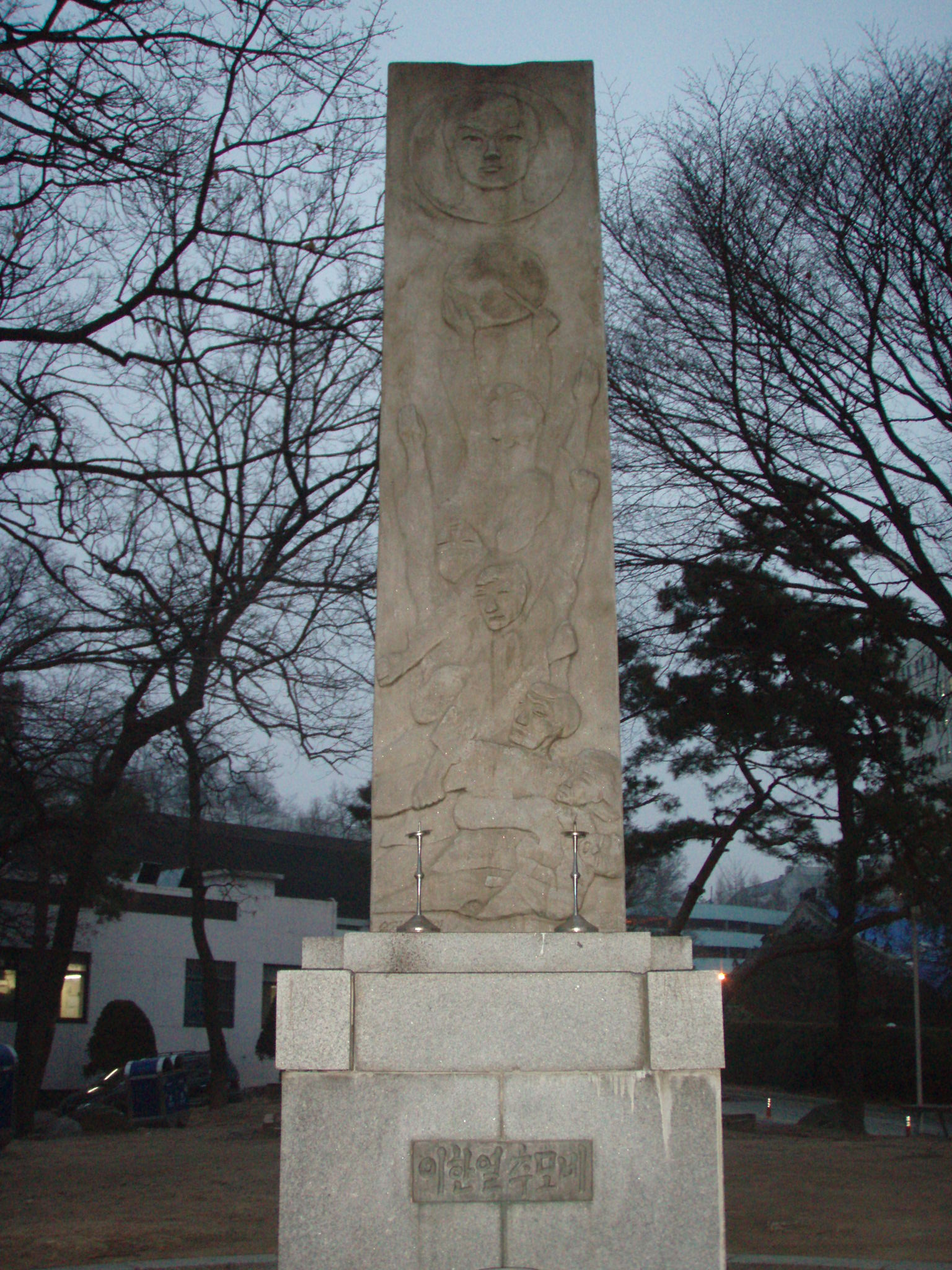
I HanJol emlékmű

1957-ben a Severance Orvostudományi Főiskola és Kórház és a Jonhi Egyetem összeolvadtak, és létrehozták a Jonsze Egyetemet.

## Tudomány

### Hírnév
Jonsze az egyik, a három SKY egyetem közül, amelyek a legtekintélyesebbek az országban, a másik két tagja pedig a  Szöul Egyetem, a Korjo Egyetem. A "SKY" egyetemekbe való felvétel nagyon versenyképes. A Jonsze Egyetem korai felvételének (수시) az elfogadási aránya kevesebb, mint 1%. Általában a Jonsze rendszeres felvételéhez (정시) legalább 0,5% -os akadémiai teljesítmény (koreai SAT) szükséges. Koreán belül nagyon meghatározó mindenkinek a karrierjében és a szociális státuszában is az, hogy felvették- e az egyik SKY egyetemre.  

### Világranglista
2023-ban a QS felsőoktatási világrangsorán a Jonsze Egyetem a 73. helyen állt, és első helyen végzett (összességében 6. helyen) a magánegyetemek között a QS Ázsiai felsőoktatási rangsorán. Jonsze a 78.-dik helyen végzett a 2023-as THE felsőoktatási világrangsorán, és az első helyezett lett a magánegyetemek között Ázsiában. A THE felsőoktatási tárgy szerinti világrangsoron, a Jonsze Egyetem négy tantárgyban vezetett az koreai egyetemek között: üzleti gazdaságtan, társadalomtudományok, klinikai és egészségügy, valamint pszichológia területen. 2016- ban a Jonsze Egyetem összesített ranglistán 105. helyen állt, 24. szociálpolitika és közigazgatásban, 12. modern nyelvekben és 51- 100. volt közgazdaságtanban a QS felsőoktatási világrangsorán. A 2017-es Center felsőoktatási világrangsorában a Jonsze 104. helyen, míg a 2018-as Academic felsőoktatási világrangsorában a 20. helyen állt Ázsia/Csendes- óceáni térségben és harmadik lett Dél- Koreában. A Jonsze az SCI által 2007-ben publikált tanulmány szerint a világ 96. helyén állt.
A Jonsze egyike a négy koreai egyetemnek, amely 2010 és 2013 között ARWU felsőoktatási világrangsorában, QS felsőoktatási világrangsorában és a THE felsőoktatási világrangsorában egyaránt szerepelt, együtt a Koreai Nemzeti Egyetem, a KAIST és a POSTECH-el. A Jonsze Egyetem 2012-ben Ázsiában a 16. helyen állt, és folyamatosan emelkedett a globális rangsorban: 2012-ben a világon a 112. helyen, 2011-ben a 129., 2010-ben a 142., 2009-ben a 151., 2008-ban a 203., és 2007-ben a QS szerint globálisan a 236. helyen szerepelt. Jonsze volt az első koreai egyetem, amely bekerült az Economist 2011-es Top 100 teljes munkaidős MBA-képzésébe (76.); US News, 2011 A világ legjobb egyetemei: Ázsia #18; és az Egyesült Királyság Financial Times 2011. évi Top 100 EMBA (57. számú).
A Yonsei Egyetem a 36. helyen végzett a Reuters „A világ leginnovatívabb egyeteme” kategóriában, amelyet 2015 szeptemberében hirdettek meg.

### Főiskolák és programok

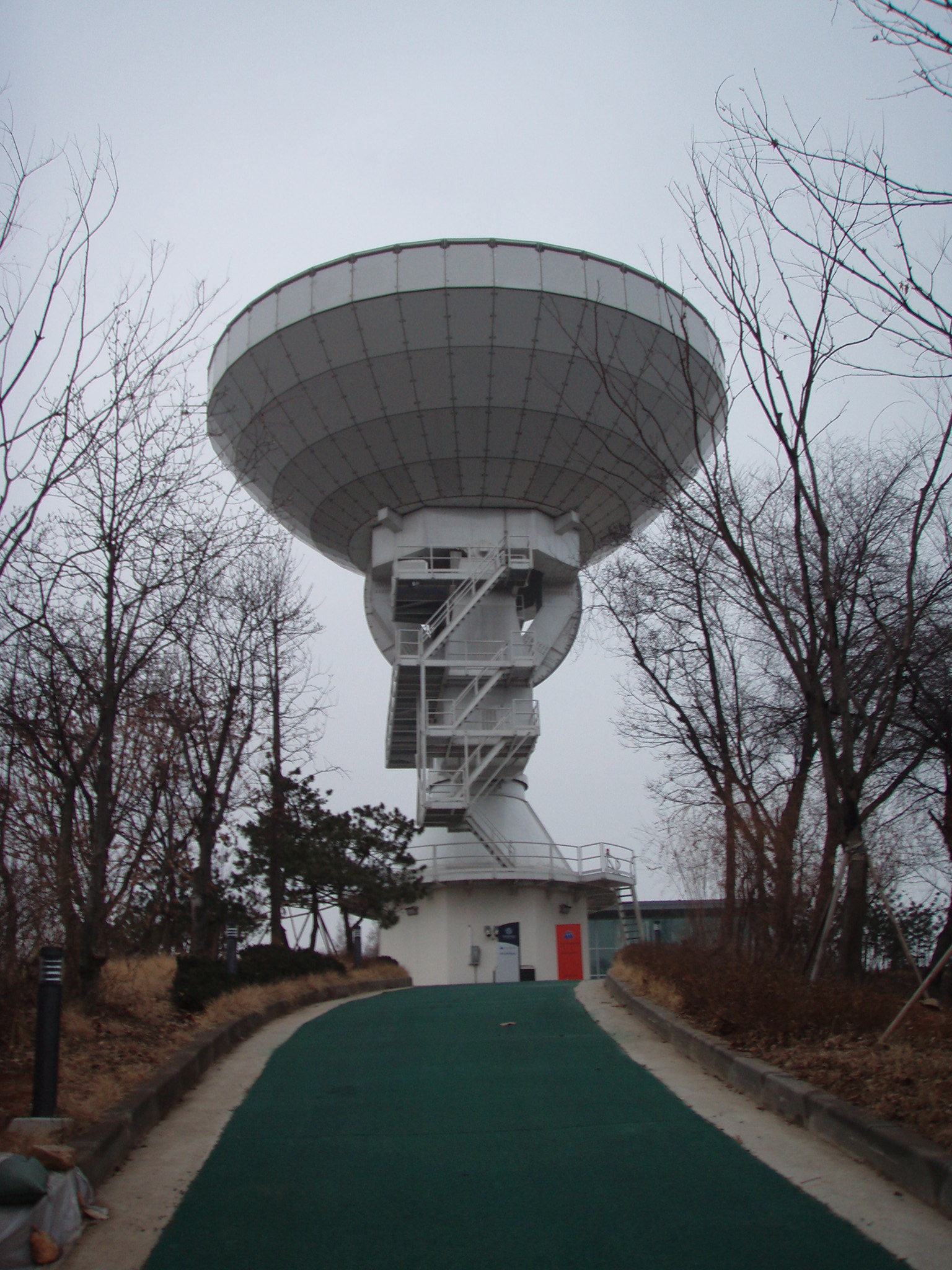
Jonsze Egyetem Rádió Obszervatóriuma, része a Koreai VLBI Hálózatnak.

#### Alapképzések
- Szabadművészeti Főiskola
- Kereskedelmi és Gazdaságtudományi Főiskola
- Üzleti Főiskola
- Természettudományi főiskola
- Műszaki Főiskola
- Élet- és Biotechnológiai Tudományok Főiskola
- Számítástechnikai Főiskola
- Hittudományi Főiskola
- Társadalomtudományi Főiskola
- Zeneművészeti Főiskola
- Humán Ökológiai Főiskola
- Neveléstudományi Főiskola
- Egyetemi Kollégium
- Underwood Nemzetközi Főiskola[17]
- Orvostudományi Főiskola
- Fogorvosi Főiskola
- Ápolói Főiskola
- Gyógyszerészeti Főiskola
- Global Leaders Főiskola

#### Mesterképzések
- Másoddiplomás képzések (Sinchon/ Nemzetközi Kampuszok)
- Egyesült Teológiai Mesterképzés
- Nemzetközi Tanulmányok Mesterképzés
- Informatikai Mesterképzés
- Kommunikációs és Művészeti Mesterképzés
- Szociális Jóléti Mesterképzés
- Üzleti Adminisztrációs Mesterképzés
- Neveléstudományi Mesterképzés
- Közigazgatási Mesterképzés
- Mérnöki Mesterképzés
- Újságíró- és Tömegkommunikációs Mesterképzés
- Jogi Mesterképzés
- Humán Környezettudományi Mesterképzés
- Közgazdasági Mesterképzés
- Jogi Iskola[18]
- Egészségügyi és Környezetvédelmi Mesterképzés

#### Severance Kórházi osztályok
- Severance Kórház (Sincson)[19]
- Kangnami Severance Kórház
- Jongin Severance Kórház
- Szongdo Severance Kórház (felújítás alatt)

#### Jelentős nemzetközi programok
- Jonsze Nemzetközi Nyári Iskola

A YISS, azaz a Jonsze Nemzetközi Nyári Iskola általában késő júniustól kora augusztusig tart. 1985- ben kezdődött, és mára már több mint 2000 diákot tudnak befogadni, akik több mint 30 országból érkeznek.
- Tél Külföldön a Jonsze Egyetemen

A WAY, azaz a Tél Külföldön a Jonsze Egyetemen egy viszonylag új program, 2013- ban kezdődött. A téli program egy 3 hetes kurzus, amely december végétől január elejéig tart.
- Tanulj Külföldön a Jonsze Egyetemen

A Jonsze Egyetem cserediákprogramjai vagy vendégdiák programjai lehetőséget kínálnak olyan hallgatóknak, akik terveznek egy félévet vagy egy évet Koreában tanulni.

## Kultúra

### Egyetemi szimbólumok
Az egyetem címerében lévő ,,ㅇ" és ,,ㅅ" a ,,연세" (koreaiul a Jonsze) első betűiből származnak. A köralakú ,,ㅇ" a teljes és kiegyensúlyozott embert reprezentálja, míg a ,,ㅅ" azt az embert szimbolizálja, aki a tudományos kiválóság felé törekszik. Továbbá, a ,,ㅇ" a Mennyországot jelenti, a ,,-" reprezentálja a Föld horizontját, a ,,ㅅ" jelzi a ,,embert”, amit kínai karakterrel (人) is ugyanúgy ki lehet fejezni. A nyitott könyv az igazságot, a fáklya a szabadságot jelképezi és a karok együtt védik az egyetem két fő alapelvét.
Az egyetem kabalája egy sas, és színe pedig a királykék.

### Kereszténység
A Jonsze Egyetemet keresztény elvek alapján alapították, és azt állítják, hogy „keresztény vezetőket állítanak elő a szabadság és az igazság szellemében”. Az egyetem keresztény jellege jól mutatja történelmét, mint olyan iskolát, amelyet amerikai protestáns misszionáriusok alapítottak, és mint olyan iskolát, amelynek mottója a Bibliából származik: ,,Az igazság szabaddá tesz” (János 8:32). 2007 óta a Jonsze Egyetem igazgatótanácsában kell egy tag a négy koreai keresztény szervezetből: A Koreai Presbiteriánus Templomból (대한예수교장로회), a Dél- Koreai Presbiteriánus Templomból (한국기독교장로회), a Koreai Metodista Templomból (기독교대한감리회) és a Koreai Anglikán Templomtól (대한성공회). [körkörös hivatkozás]Koreában és Japánban a keresztény szervezetek vagy egyének által alapított keresztény iskolákat, különösen a nyugati misszionáriusok által alapítottakat, mint például a Yonsei Egyetem, gyakran missziós iskoláknak nevezik.
Az iskola alapító ideológiája és a diákok vallási szabadsága már hosszabb ideje vitatott téma a dél-koreai társadalomban.. 2009 óta a hallgatóknak nem kell aktív keresztényeknek lenniük ahhoz, hogy felvegyék őket a Jonsze Egyetemre.
2010- ben a Jonsze Egyetem megállapodást kötött a Metodista Egyházzal, amely szerint az egyetem regionális irodaként fog szolgálni a Metodista Globális Oktatás a Vezetők Fejlesztéséért alapítvány számára.

## Hallgatói élet
Számos Jonsze képzési program, köztük UIC, ASD és GSIS (Szöulban és YIC-ben) rendelkezik ösztöndíjakkal a külföldi hallgatók számára, melyek fedezik a tandíjat és a szállással járulékos költségeket.
Akaraka a hivatalos egyetemi fesztivál, melyet a hallgatók májusban tartanak. A fesztiválon számos kitűnő énekes és előadó fellép.
Az egyetemi házirend szigorúan tiltja a nem-keresztény hallgatók elleni diszkriminációt, de misszionárius iskolaként, a Jonsze hallgatóknak kötelessége a heti kápolna látogatás, négy szemeszteren keresztül, hogy jogosultak lehessenek a diplomájukra.

### Klubok
Több, mint 100 klub található a Jonsze Egyetemen; az itt felsorolt klubok nem reprezentálják a kampuszon lévő összes klubot.
- AFKN Hallgatók Klub (ALC) az egyik legnagyobb és legrégebbi Nagy Koreai-Nemzetközi cserediák klub a Jonsze Egyetemen. A legnagyobb klubteremmel rendelkező, az ALC-ben lévő hallgatók drámai előadásokat rendeznek és számok különböző tevékenységben vesznek részt a külföldi hallgatókkal. A klub arról is ismert, hogy megjelentek a Válaszolj 1994 (응답하라 1994) című, koreai tévéműsorban.
- Avenante az egyetlen kevert kórus a Jonsze Egyetem, minthogy tagja nem csak zene szakos hallgatók. Évente kétszer tartanak koncertet. A klub több zenei műfajban is jártas, Missa Solemnistől kezdve a pop dalokon át, a koreai tradicionális dalokig mindent játszanak.
- Üzleti Innovációs Pálya (BIT), egy olyan pálya, mely az innovatív fiatal generációt támogatja a hallgatók tanulmányi területétől függetlenül.
- CogSci; mint kognitív tudományt tanulmányozó társadalom (a society studying cognitive science). Négy csapat van, köztük; pszichológia, humán tárgyak és szociális tudomány, az alkalmazott tudomány és neurobiológia a CogSciban: minden szemeszterben két kognitív tudománnyal kapcsolatos téma van megadva és hetente egy-egy csapat előadást tart a témáról. Így a CogSci tagja mély és integrált tudást szerezhetnek a különböző témákban.
- A Globális Menedzsment Pálya (GMT) hivatalosan támogatott az Üzleti Iskola által, hogy szisztematikusan felfedezzenek és képezzenek üzleti szakos hallgatókat. 1996-ban alapították, globalizáció céljával és a szenvedély mottójával, számos világszíntű témával foglalkoztak és emeltek az üzleti kompetenciáját minden egyes tagnak.
- A Nemzetközi Jonsze Közösséget (IYC) 1995-ben alapították a Jonsze társadalom globális, multikulturális cseréjére, beleértve a világ minden tájáról érkező több száz egyetemi hallgatót. Fenntartja azt az egyetemes elképzelést, hogy hozzá kell járulni a bölcsesség és a tudás világméretű alapjához; a kulturális, faji és tudományos különbségek leküzdése; valamint a mély megértésen alapuló egység előmozdítása.
- A Junior Tudós Klub (JSC) egy 1999-ben alapított akadémiai klub, amelynek célja, hogy felkészítse a hallgatókat az akadémiai és kutatással kapcsolatos karrierre. Az JSC üzleti, közgazdasági, humán és társadalomtudományi fejezetekből áll másodévesek és annál idősebbek számára, valamint előkészítő fejezetből a gólya hallgatók számára.
- A Jonsze (Annals) Krónikák/Évkönyv az 1962-ben alapított, Jonsze Egyetem hivatalos angol nyelvű sajtója. Ez az egyik legjobban értékelt angol egyetemi havi magazin Koreában, és teljes egészében a Jonsze Egyetem hallgatói működtetik. Sok Annals öregdiák folytatta karrierjét az újságírásban, a műsorszórásban és a politikában. Az Annals öregdiákjai közé tartozik többek között Kang Kjonghva volt külügyminiszter, a KBS News 9 korábbi főszerkesztője, Min Kjonguk és Dr. Sunkjo Kvon, a világ leghitelesebb Gero(n)technológiai köteteinek szerkesztője. Jelenleg az Annals havonta ad ki egy számot. Mindegyik tartalmaz egy vagy több oszlopot az öt divízióból: kampus jelentési osztály, aktuális ügyek, fénykép és kultúra. Az Annals egy nonprofit szervezet, amelyet az egyetem finanszíroz. A tartalommal és a napi működéssel kapcsolatos minden döntést a főszerkesztőből és az egyes részlegek szerkesztőiből álló szerkesztőbizottság hoz meg. Volt néhány alkalom, amikor vendégszerkesztőket vontak be, hogy segítsenek a magazin fejlesztésében.
- A Jonsze Pénzügyi vezetők (YFL) a Yonsei Egyetem egyik legnagyobb és legrégebbi pénzügyi klubja, amelyet 1998-ban alapítottak. A fix hozamra, a vállalatok értékelésére és a származékos termékekre összpontosít. A mai napig 2022 októberében az YFL több mint 500 öregdiákja dolgozik a pénzügyek területén, beleértve, de nem kizárólagosan a befektetési banki, értékesítési és kereskedelmi, magántőke-, ingatlan-, kutatási, infrastruktúra-területeket.
- Jonsze Európai Tanulmányok (YES). Sijong Cshö tiszteletbeli főszerkesztő (Jogi Tanszék, 08-as osztály) szervezésében Jonsze Európai Társadalom vagy EU Társadalom néven 2011 májusában a Jonsze Európai Tanulmányok szerkesztőbizottsága kiadja Dél-Korea egyetlen és legrégebbi ISSN-bejegyzésű kétnyelvű (koreai/angol) egyetemi folyóiratát, a Jonsze Európai Tanulmányokat vagy YES-t (ISSN 2287-450X). 2012. augusztusi első kiadása óta az európai és nemzetközi ügyekkel foglalkozó kutatási anyagokat tartalmazó YES kétévente kerül a Koreai Nemzeti Könyvtárba, a Koreai Nemzetgyűlési Könyvtárba, a Jonsze Egyetemi Könyvtárba, valamint az Egyesült Államok és az Egyesült Királyság egyetemeinek és intézményeinek rendkívül szelektív könyvtáraiba.[27]

### Atlétika
A Jonsze Egyetem tagja a Koreai Egyetemi Sportszövetségnek (KUSF), és férfi labdarúgó / foci, férfi kosárlabda, baseball és férfi jégkorong csapatai részt vesznek a KUSF U-Ligában. Kabalája a sas, diáksportolóit így informálisan "Sasok" néven ismerik.

#### Rivalizálás a Koreai Egyetemmel
Fő cikk: Koreai Egyetem–Jonsze Egyetem rivalizálás
Mindegyik azt állítja, hogy Dél-Korea legjobb magánegyeteme, a Jonsze Egyetem és a Koreai Egyetem régóta atlétikai rivalizálást folytat. A rivalizálást jól illusztrálják a köztük évente megrendezésre kerülő híres sportmérkőzések. Ezt az eseményt 1925-től Kojondzsonnak (고연전; 高延戰) hívják, amikor a Jonsze Egyetem ad otthont a mérkőzéseknek, és Jonkodzsonnak (연고전; 延高戰), amikor a Koreai Egyetem ad otthont a mérkőzéseknek. A fenti hivatalos nevet azonban valójában csak hivatalos megjelenésekre, például műsorszórásra és újságcikkekre használják. A „Jonkodzsoon" -t általában a Jonsze Egyetemen, a „Kojondzson" -t pedig általában a Koreai Egyetemen használják. Az éves egyszeri mérkőzések közé tartozik a foci, a baseball, a kosárlabda, a rögbi és a jégkorong. Az U-Liga megalapításával a két intézmény a rögbi kivételével minden sportág bajnoki mérkőzésein találkozik.
Minden egyetemen sok diák jön erre az eseményre, hogy szurkoljon csapatainak. A két egyetem közötti atlétikai mérkőzések olyan fontosok az egyetemi kultúrában, hogy hírességeket és profi sportolókat, akik öregdiákok, észrevettek a mérkőzéseken, vagy interjúkban hivatkoztak rájuk. A Jonkodzson előtt mindkét egyetem diákjai összegyűlnek a Jonsze-Koreai Egyetem Közös Szurkolói Eseményére (합동응원전), ahol a diákok gyakorolják éljenzésüket és megmutatják az iskola szellemét.
2012-ig Jonsze 18 győztes szezont, 8 döntetlent és 16 vereséget jegyzett. 2012-ben az öt sportág közül a Jonsze Egyetem hármat veszített (baseball, kosárlabda, foci) és kettőt nyert (jégkorong, rögbi). 2017-ben a Jonsze Egyetem megnyerte mind az öt játékot. 2018-ban a Jonsze egyetem három játékot nyert (rögbi, foci és kosárlabda) és egyet elveszített (jégkorong). A baseballt az eső miatt törölték. 2020-ban minden sportmérkőzést töröltek a COVID-19 kitörése miatt.

## Kampuszok
A Jonsze Egyetem Szöul Kampusz a Sincson Kampuszból és az Incshoni Szongdo-i Nemzetközi Kampuszból áll. 2011-től a Jonsze Egyetem elfogadta a Bentlakásos Főiskola (RC) programot a Jonsze Nemzetközi Kampuszon (YIC). A Jonsze Egyetem legtöbb gólyájának egy nemzetközi kampusz kollégiumban kell élnie, és egy évig teljesítenie kell az RC programokat. Ezt követően tovább lépnek a szöuli Sincson kampuszba, hogy befejezzék tanulmányaikat.

### Sincson Kampusz
Jonsze Sincson Kampusz területe 250 hektár (100 ha), körülbelül 6 km-re nyugatra Szöul központjától. A Sincson Campus ad otthont a Jonsze Egyetem legtöbb tudományos tanszékének, és bemutatja a történelmi és high-tech épületek gyönyörű kombinációját.

### Jonsze Nemzetközi Kampusz (Szongdo, Incshon)
Az Incshon városa és a Jonsze Egyetem között 2006. május 8-án létrejött megállapodás alapján a Jonszei Szongdo Globális Akademiai Komplexum (ma Jonsze Nemzetközi Kampusz) a Szongdo kerület és a koreai oktatási és kutatási ipar kutatási és fejlesztési aspektusának horgonya. Az építkezés két fázisban volt, az első fázis magában foglalta a Globális Kampusz, a Közös Egyetemi Kampusz, az R&D Kampusz és a Globális Akadémiai Falu. Az első fázis 2010-ben fejeződött be, a második fázis pedig a következő évben, 2011-ben kezdődött további bővítéssel.
Jelenleg a Jonsze Egyetem legtöbb gólyája egy évig marad a Nemzetközi Campuson, hogy teljesítse RC programkövetelményeit. A gólyák oktatása mellett számos akadémiai programot kínálnak a Jonsze Nemzetközi Kampuszon, beleértve az Integrált Technológiai Iskola (Számítástechnikai Főiskola), a Gyógyszerészeti, Bölcsészettudományi, Művészeti és Társadalomtudományi Főiskola (Underwood Nemzetközi Főiskola), az Integrált Tudományos és Mérnöki Osztály (Underwood Nemzetközi Főiskola) által kínált egyetemi és posztgraduális/ mesterképzés programokat.
A Nemzetközi Kampusz kollégiuma 12 házból áll. 2013-ig nyolc ház volt: Avison, Jun Dong-Dzsu, Muak, Jungdzse, Underwood, Bek Jang, Appenzeller (korábban Arisztotelész) és Allen. 2014-ben további négy házat alapítottak: Evergreen, Voncsul, Csi Von és Csongszong.
- Evergreen Ház
- Voncsul Ház: Li Voncsulról, a Jonsze Egyetem öregdiákjáról és az első koreai orvosról nevezték el.
- Underwood Ház: Horace Grant Underwood, a Jonsze egyetem alapítójáról nevezték el.
- Jun, Dong-Dzsu Ház: Nevét egy híres költőről, Jun Dong-Dzsuról, a Jonsze Egyetem öregdiákjáról kapta.
- Muak Ház: Sincson Kampuszhoz közeli hegyről kapta a nevét.
- Csi Von Ház: Csi Von a neve a legöregebb épületnek a Jonsze Egyetemen (1918-ban építették).
- Jongdzse Ház: Jongdzse Bek Nakdzsun, a Jonsze Egyetem első elnökéről kapta a nevét.
- Avison Ház: Oliver R. Avison misszionárius volt, aki elsőként terjesztette el a nyugati orvosi tudást Koreában, és a Severance Hospital (Végkielégítési Kórház) alapítója.
- Bek Jang Ház: A Sincson Kampusz fő utcájáról (Bek Yang Ro) kapta a nevét.
- Csongszong Ház: Csongszon a Sincson Kampusznál lévő erdő neve.
- Allen Nemzetközi Ház: Horace N. Allen orvosi misszionárius, és megalapította Gvanghjevont, az első nyugati stílusú kórházat Koreában.
- Appenzeller Nemzetközi Ház: Korábban Arisztotelész filozófusról nevezték el, most Appenzeller Nemzetközi Háznak nevezik.

## A Yonsei egyetem híres alumnijai

### Üzletemberek
- Ku Bonmu (구본무): az LG Group korábbi elnöke
- Kim Udzsung (김 우중): alapítója és vezérigazgatója a Daewoo Group-nak
- Pek Dzsongwon (백종원): The Born Group vezérigazgatója
- Szo Kjongbe ( 서경배): Amorepacific vállalat elnöke
- Szong Dzsa (송자): a Yonsei és a Myongji Egyetem korábbi kancellárja és a korábbi Oktatási Miniszter
- Dzsong Monghun (정몽헌): korábbi elnöke a Hyundai Asan cégnek
- I Budzsin (이부진): elnöke és vezérigazgatója a Hotel Shillának (Samsung Group)
- Han Szangbom (한상범) vezérigazgatója az LG Displaynek
- Ko Dzsongszok (고정석) vezérigazgatója a Samsung C&T vállalatnak